# فرانسیسکو بایو

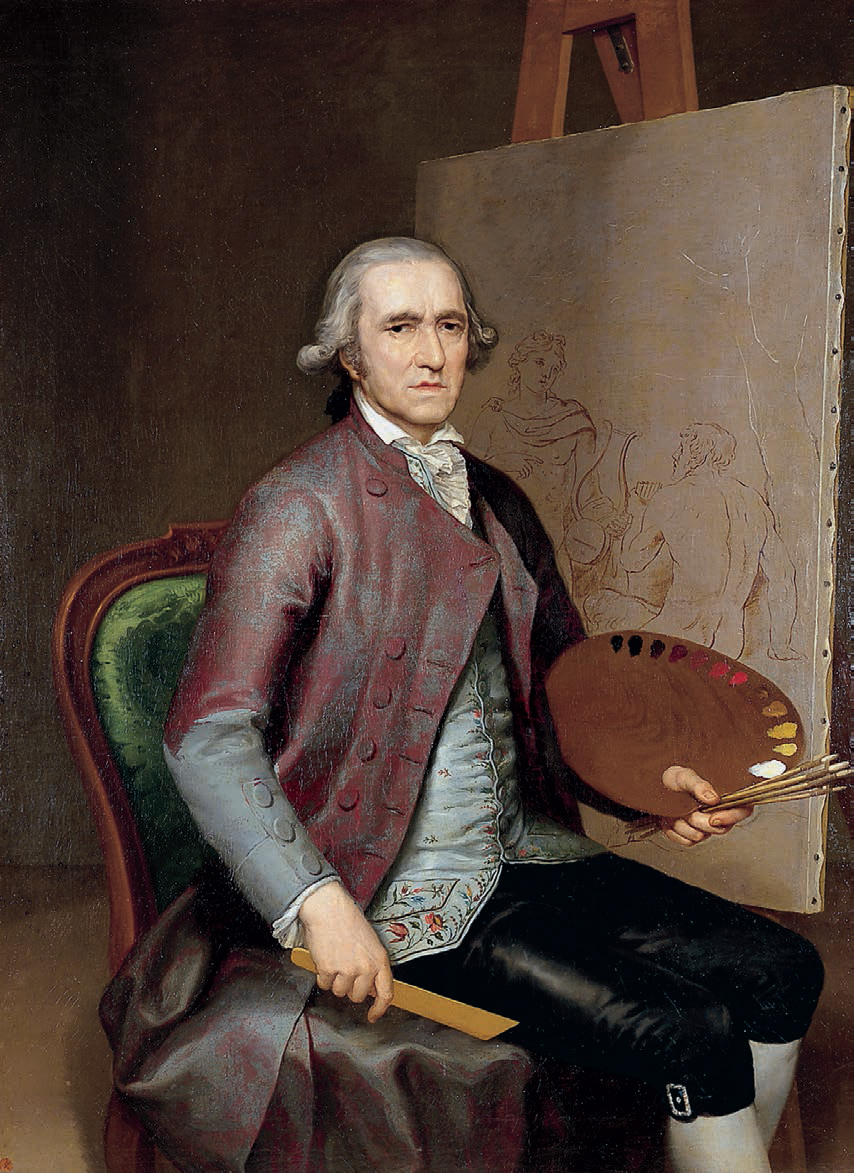
سلف پرتره (۱۷۹۲)

فرانسیسکو بایو وِسوبیاس (به اسپانیایی: Francisco Bayeu y Subías) (۹ مارس ۱۷۳۴، ساراگوسا – ۴ اوت ۱۷۹۵، مادرید) نقاش اسپانیایی به سبک نئوکلاسیک بود که موضوعات اصلی او موضوعات مذهبی و تاریخی بود. او بیشتر به خاطر نقاشی‌های دیواری اش شناخته شده است. برادران او رامون و مانوئل نیز نقاشان معروفی بودند.
بایو در تزئین کاخ سلطنتی در مادرید، با آنتون رافائل منگس همکاری کرد و پس از او به ریاست کارگاه سلطنتی نقش بافت‌های دیوار کوب برگزیده شد.